# Claus Kreul
Claus Kreul (Erlbach, Alemania nazi; 26 de mayo de 1944-7 de febrero de 2024) fue un futbolista y entrenador de fútbol alemán que jugó en la posición de defensa.

## Carrera

### Jugador
| Periodo   | Club               | Apariciones | Goles |
| --------- | ------------------ | ----------- | ----- |
| 1963-1969 | FC Karl-Marx-Stadt | 51          | 2     |
| 1969–1972 | BSG Wismut Aue     | 33          | 0     |
| 1972–1973 | BSG Wismut Aue II  | 3           | 0     |

### Entrenador
| Periodo   | Club                        |
| --------- | --------------------------- |
| 1973–1976 | BSG Wismut Gera             |
| 1976-1977 | BSG Energie Cottbus         |
| 1982-1985 | 1. FC Magdeburg             |
| 1985-1986 | Hansa Rostock               |
| 1986-1990 | Alemania Democrática sub-20 |

## Logros

### Jugador
- DDR-Oberliga (1): 1967

### Entrenador
- FDGB-Pokal (1): 1982-83